# 暦

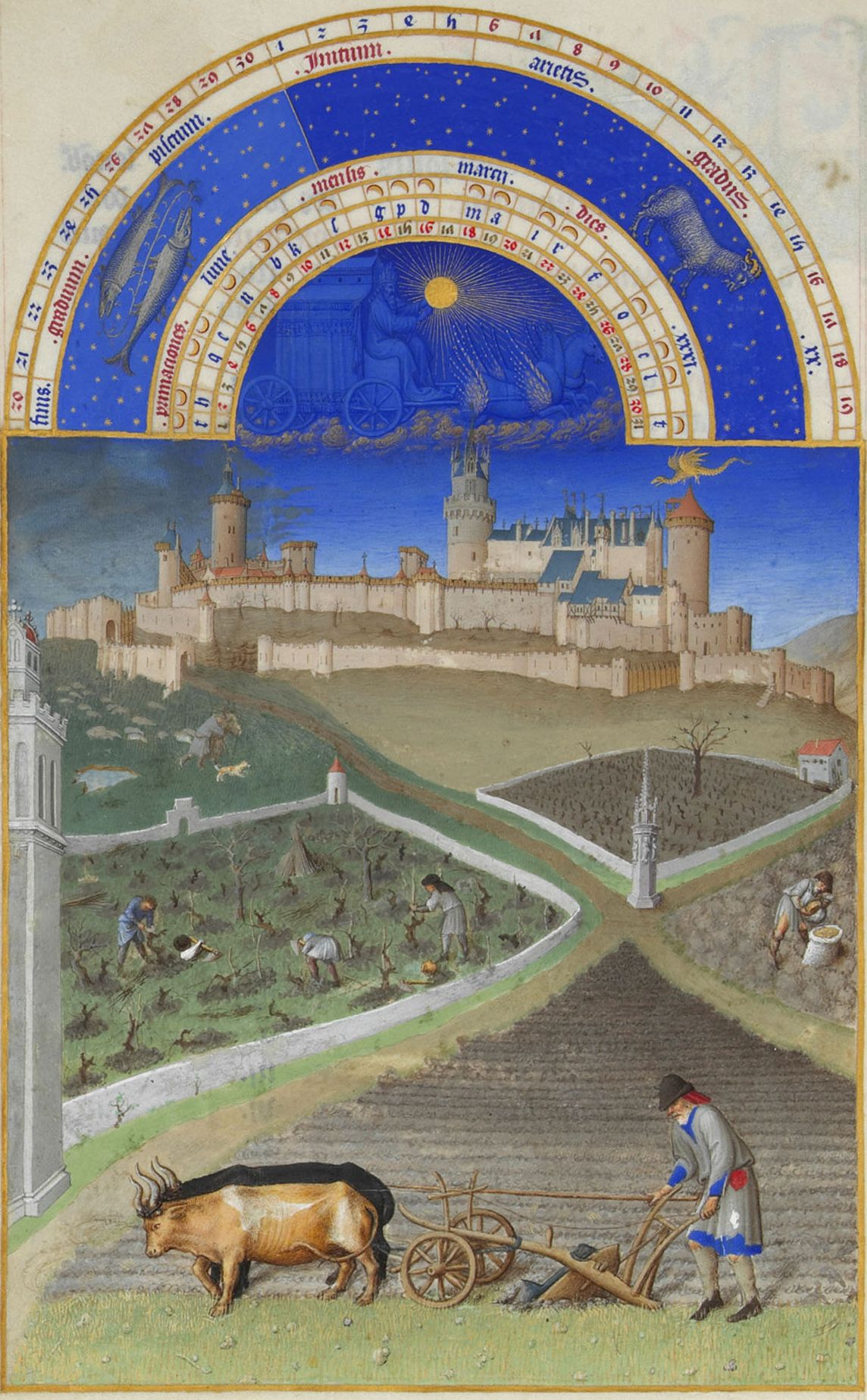
ベリー公のいとも豪華なる時祷書（3月）

暦（こよみ、れき）とは、時間の流れを年・月・週・日といった単位に当てはめて数えるように体系付けたもの。また、その構成の方法論（暦法）や、それを記載した暦書・暦表（日本のいわゆる「カレンダー」）を指す。さらに、そこで配当された各日ごとに、月齢、天体の出没（日の出・日の入り・月の出・月の入り）の時刻、潮汐（干満）の時刻などの予測値を記したり、曜日、行事、吉凶（暦注）を記したものをも含める。
細分すると、
- 日を記録するものを暦（こよみ、calendar）
- 暦による日付の並びを表形式等で表示した暦表・カレンダー (calendar)
- 暦の方法論である暦法（新暦、旧暦）(calendar)
- 天象の予報・天体の軌道を記述するものを天体暦（れき、ephemeris）
- 一年間の日ごとに天象に加えて行事や占いや曜日などを総合して記述したものを生活暦 (almanac)
- 航海用に一年間の天象・天体の視位置を記述した航海暦（nautical almanac）
- 紀年法、すなわち西暦・和暦など (calendar era)

となる。

## 語釈
「こよみ」の語源は、江戸時代の谷川士清の『和訓栞』では「日読み」（かよみ）であるとされ、定説となっており、一日・二日...と正しく数えることを意味する。ほかに、本居宣長の「一日一日とつぎつぎと来歴（きふ）るを数へゆく由（よし）の名」、新井白石は「古語にコといひしには、詳細の義あり、ヨミとは数をかぞふる事をいひけり」などの定義がある。

## 単位
暦は、地球の自転を元にした日、月の公転を元にした月、地球の公転を元にした年など、いくつかの単位に細分化されている。
このうち古代の人々がまず最初に気づいたのは太陽の出没、すなわち1日であった。また、季節の推移と、それが一定の周期で一巡することにも気付き、年の概念が現れる。さらに周期的な月の満ち欠けに気付き、これがおよそ12回繰り返すと季節の一巡することに気づいた。こうして日・月・年の単位が成立した。暦月が月の満ち欠けと一致するのは太陰暦だけで、太陽暦と月の動きは全く関連付けられていないが、それでも多くの言語で暦月と月の名称に関連があり、また太陽暦でも通常1ヶ月が30日前後となっているのは太陰暦の名残であると考えられている。
天体の運行に基づいた年月日とは異なり、週は自然現象に起源を持たない。月と日の間の計測単位は各文明によってさまざまで、例えば古代中国では月を3分し10日を1単位とした旬という単位を用いており、これは現代日本でも使用される。また、古代ローマでは7日制以前には8日を1周期とする週が使用されていたほか、4日や5日、6日、15日など、多くの周期が用いられていた。週と曜日の起源は古代メソポタミア文明にさかのぼる。メソポタミア文明では7が聖数であったため、当時判明していた地球以外の7つの天体（月・火星・水星・木星・金星・土星・太陽）にそれぞれ1日を割り当て、7日で1周期となるようにした。ただし、7日周期に関しては古代エジプトが発祥であるとする文献もある。いずれにせよ古代オリエントにおいて1週間7日制が成立し、これが周辺文明に伝えられ、ヨーロッパではローマ帝国期に一般的に使用されるようになった。このため各曜日の名称は本来天体名に由来するが、周辺文明においてはあとから取り入れられた概念であるため天体と曜日の結びつきが薄く、例えばヨーロッパ諸言語においては太陽（日曜日）と月（月曜日）は天体由来名が残ったものの、惑星由来の5曜日については独自の名称が取り入れられ、天体との関係が消滅した。週は中国を経由して日本にも伝わり、10世紀末からは七曜として暦に記載されるようになったが、これは主に吉凶を判ずるためだった。その後、明治に入りグレゴリオ暦を採用すると、週は生活の上で重要な位置を占めるようになった。

## 暦法
古代の人々は生活の中で季節の存在やそれにともなう自然現象の推移に徐々に気づいていき、その体験を元にある程度の「月」を定めて農業や狩猟などの目安とするようになった。これが暦の起こりであると考えられている。その性質上、原始的な暦は1ヶ月の長さが不定であり、また後世の暦のように1年が正確に繰り返されるような性質のものでもなかった。こうした原始的な暦は自然暦と総称されている。こうした自然暦には、かつてイヌイットが周辺の環境変化に基づいて作成した暦や、オーストラリア・アボリジニのヨロンゴ人が風向に基づいて使用していた暦など、さまざまな種類が存在する。
次いで、月の満ち欠けの周期が暦として使用されるようになった。太陰暦である。太陰暦では「何日」と月のみかけの形が一致するためわかりやすく、また月齢と潮の干満が対応しているため漁業には適しているものの、完全な太陰暦においては一年が約354日であり、太陽暦に比べ11日短くなるため、3年間で33日、つまり1か月ほどずれてしまい、実際の季節と大きく食い違ってしまう。このため太陰暦が使用されはじめたころは、1年の終わりと翌年の始まりの間に何日かの空白があったと考えられている。また季節がずれていく性質上、農業での使用には適していないため、完全太陰暦の使用例は歴史上極めて少ない。21世紀において完全太陰暦を使用しているのはイスラム教圏で採用されているヒジュラ暦のみである。ヒジュラ暦は閏月を排除し、完全に月の満ち欠けのみによった完全太陰暦であるが、このためイスラム暦は太陽暦に比べ毎年11日程度短く、33年でほぼ1年のずれを生じる。
やがて、月の運行と季節のずれを調整する方法として太陽暦を補助的に使用し、閏月を挿入することで実際の季節と暦とのずれを修正する方法がとられるようになった。これが太陰太陽暦である。閏月の挿入は、導入当初は社会の指導者たちが状況に応じ適宜挿入を決定したと考えられているが、やがて天文学の発達によって正確な置閏法が定められ、決められた時期に閏月が挿入されるようになった。置閏法としては、19年に7度の閏月を挿入するメトン周期がギリシアで使用されており、また中国でもこの方法で閏月が挿入されていた。太陰太陽暦は多くの世界で採用され、バビロニア暦、ユダヤ暦、ローマ暦、ヴィクラム暦、中国暦など多くの暦法が存在する。
これに対し、太陽が黄道上のある点を出てその場所に戻ってくるまでの周期、いわゆる太陽年を暦として使用するのが太陽暦である。太陽暦は太陰暦に比べずれが非常に小さいものの、正確な太陽年は365.2422日であるため、適切な間隔で閏日をおかない限り、やがて季節とのずれが生じる。太陽暦が最初に制定されたのは古代エジプトで、ナイル川の氾濫の時期とシリウスの動きの周期が近似していることから考案されたとされる。これはシリウス暦と呼ばれ1年が365日となっていたが、閏日が制定されていなかったため長い年月のうちに季節と暦のずれが生じるようになった。このためプトレマイオス朝期に4年に1度の閏年が設けられるようになり、これがユリウス・カエサルによって共和政ローマに持ち込まれ、ユリウス暦として長く使用された。またイランにおいてはイスラム教伝来後も、ヒジュラ暦が季節を示す役割を持たなかったため、農業上や行事上の要請から旧来の太陽暦が存続・発展し、イラン暦として現代でも使用されている。このほかにも、エチオピア暦、シャカ暦やコッラム暦といったインドのいくつかの暦は太陽暦となっている。
ユリウス暦はかなり正確なものであり、暦と太陽年のずれは128年に1日に過ぎなかったものの、ユリウス暦施行から1000年以上経つとそのずれは無視できないほどにまで広がっていた。そこで1582年にローマ教皇グレゴリウス13世によって改暦が行われ、より正確なグレゴリオ暦が導入された。グレゴリオ暦はカトリック圏ではほぼ即座に採用され、プロテスタント圏では18世紀、ギリシア正教圏では20世紀に入ってから導入された。また1873年の日本を皮切りに非西欧諸国でも相次いでグレゴリオ暦が採用されるようになり、21世紀にはほとんどの国でグレゴリオ暦が使用されている。

## 日本と暦
中国の暦が日本に伝えられたのがいつであるか定かではないが、『日本書紀』には欽明天皇14年（553年）に百済に対し暦博士の来朝を要請し、翌年2月に来たとの記事があり、遅くとも6世紀には伝来していたと考えられる。この頃の百済で施行されていた暦法は元嘉暦であるので、このときに伝来した暦も元嘉暦ではないかと推測される。元岡古墳群（福岡県福岡市）出土の金錯銘大刀（庚寅銘大刀）には「庚寅正月六日庚寅」の銘文があるが、元嘉暦に基づけば570年1月6日と推定され、これが日本における最古の暦使用を示す考古資料となる可能性がある。また、推古天皇10年（602年）に百済から学僧観勒が暦本や天文地理書などを携えて来日し、幾人かの子弟らがこの観勒について勉強したとある。
平安時代に編集された『政事要略』という本には推古天皇12年（604年）から初めて暦の頒布を行ったと書かれているが、『日本書紀』では持統天皇4年（690年）の条にある「勅を奉りて始めて元嘉暦と儀鳳暦とを行う」という記事が初めてであり、正式採用は持統天皇6年（692年）からという説がある。文武天皇元年（697年）8月からは元嘉暦が廃され、儀鳳暦が専用された。儀鳳暦は唐で施行された麟徳暦のことである。元嘉暦と儀鳳暦の大きな違いは朔日の決定方法と閏月の置き方である。朔日については、前者は平朔を、後者は定朔を使用していた。また、置閏法については、元嘉暦が19年7閏月という章法を採用していたのに対し、儀鳳暦では章法に拘らない破章法を用いていた。
儀鳳暦以降、天平宝字7年（763年）に大衍暦、天安2年（858年）に五紀暦、貞観4年（862年）に宣明暦と、唐で施行された暦法が相次いで輸入され施行されたが、その後改暦は行われず、宣明暦は江戸時代の1684年まで823年間も施行された。実際の毎年の暦の作成・頒布は暦博士などの暦道の人々が行った。

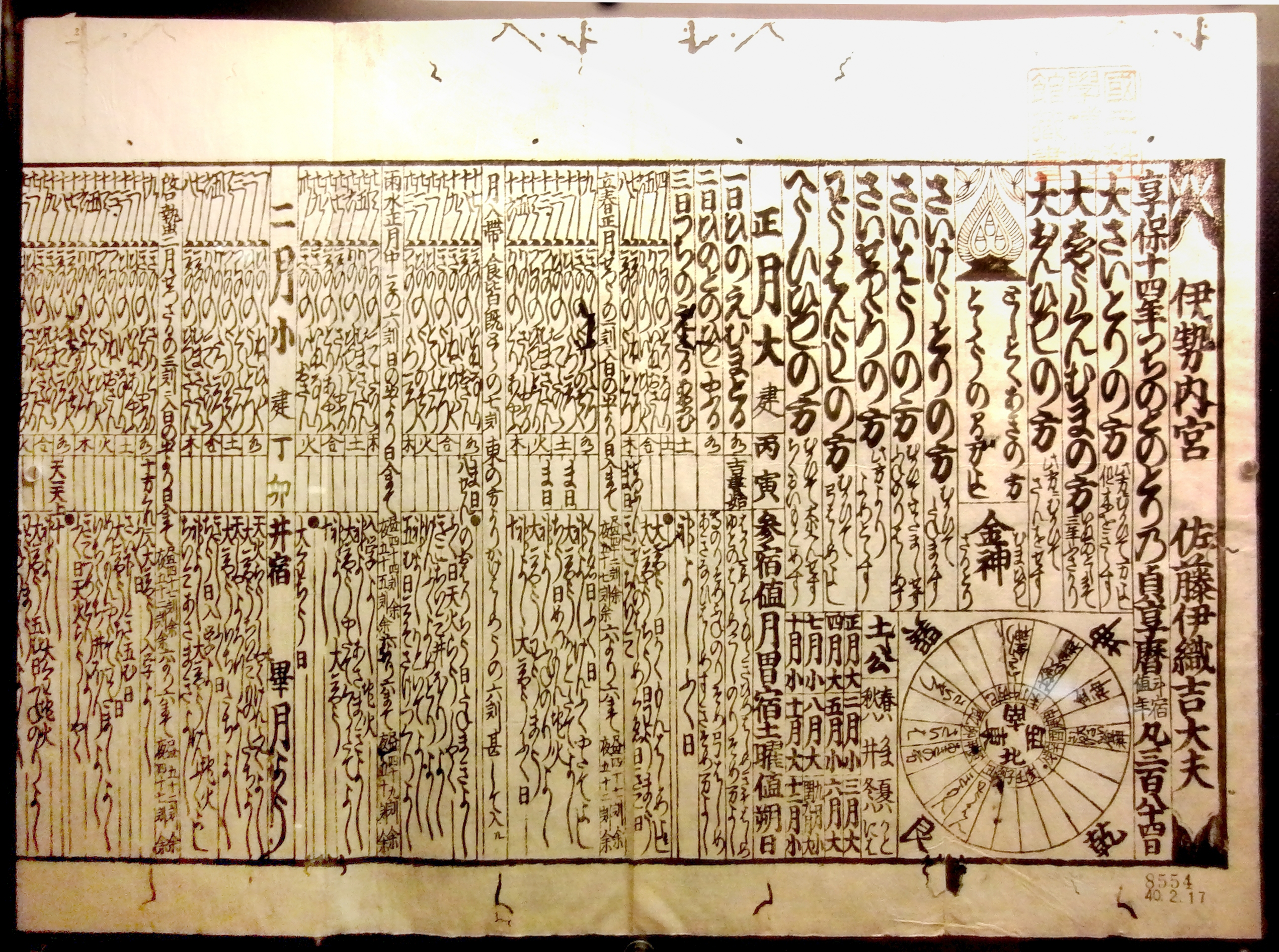
貞享暦。1729（享保14）年版。国立科学博物館の展示。

江戸時代になると日本でも独自に天文暦学が発展した。長期にわたって改暦が行われなかったことから、置閏に必要な二十四節気測定に、誤差が累積してずれが目立ちはじめ、置閏に問題をきたすようになった（旧暦は朔日（新月）を1日とするルールだが、それは破綻していない）。このような中で、渋川春海が最初の日本独自の暦法である貞享暦を作るのに成功し、貞享元年（1684年）に改暦が行われた。
貞享暦以後、宝暦5年（1755年）宝暦暦が施行されたがあまり正確なものではなく、寛政10年（1798年）には高橋至時や間重富らによって寛政暦が作製され施行された。そして弘化元年（1844年）には日本で最後の太陰太陽暦となる天保暦が施行された。天保暦はこれまでに実施された太陰太陽暦の中で最も精密なものといわれ、当時中国で用いられていた時憲暦を上回ったと評されているが、当時の世界の流れに逆行して不定時法を導入するなどの問題点もあった。
幕末に開国が行われ欧米諸国との貿易が本格化すると、日付や年のずれからトラブルが発生し、またこれら諸国の採用する太陽暦が使いやすく世界中で広く使用されていることから、日本でも太陽暦採用を求める動きが出はじめ、明治5年11月に明治政府によってグレゴリオ暦施行が決定されて、翌明治6年（1873年）から導入された。
現在でも民間では太陰太陽暦は年中行事や占いのために用いることがあり、これを旧暦と呼んでいるが、これは閏月の置き方を天保暦に借りはしているものの数値や計算法は現代の理論に従っているので、厳密には天保暦と同義ではない。また、すでに公的には廃止された暦であるため公的機関によるメンテナンスが存在せず、2033年には旧暦の月が決定できない旧暦2033年問題が発生することが予想されているため、いくつかの解決案が提唱されている。現在の中国でも太陰太陽暦が農暦という名で使われており、基本的に日本の旧暦と同じであるが、1時間の時差のために日がずれることが少なからずある。

## 紀年法

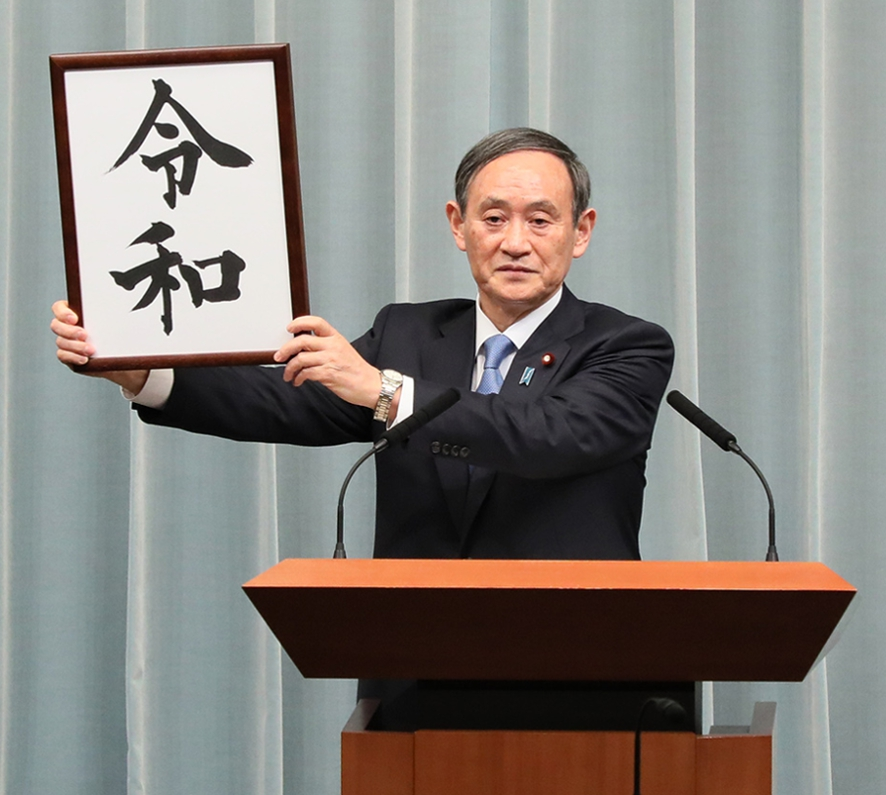
2019年5月1日、日本の元号は平成から令和へと改元された

暦法によって定められた年の記し方を紀年法と呼び、ある起点から期間を区切らず無限に年数が加算されていく紀元、君主や統治者、政体の統治期間などによって期限を区切られる元号、一定の期間で循環する周期によって年を表わす方法が存在する。
紀年法についても、「西暦」「主体暦」のように接尾語として「暦」が用いられることがあるが、暦法と混同してはならない。
紀元の例としては、セレウコス朝ではセレウコス1世のメソポタミア占領を紀元とするセレウコス紀元を用いていた。キリスト教徒の間では、まずローマ皇帝ディオクレティアヌスの即位した284年を紀元とするディオクレティアヌス紀元が広まり、さらに6世紀にはディオニュシウス・エクシグウスによってイエス・キリストが生誕したとされる年を紀元1年とするキリスト紀元（AD）が導入された。このキリスト紀元は世界で広く使われているが、その起源や名称から非キリスト教信者や世俗主義者の批判を浴びることがある。このほか日本の皇紀、中華民国（台湾）の民国紀元、北朝鮮の主体年号などいくつかの紀元法が存在する。
古代ギリシアでは、当該年の統治者の名を用いて年を表わすことが広く行われていた。しかしギリシアは多数の都市が存在していたため、複数の都市にまたがる事柄を記録する際には、当該都市の氏名と統治者を全て列記する必要があった。この方法は古代ローマにおいても踏襲され、当該年のコンスル2名の名をもって年を表わしていた。
古代オリエントでは王の治世期間で年を表記する紀年法が広く使われた。この即位紀元は古代中国においても広く使用されたが、前漢の時代に在位中に紀元を改める改元が始まり、武帝の時代に入るとこれに名前をつけ、元号が創始された。改元は君主の代替わりだけではなく、吉事や天変地異などさまざまな理由で行われ、本来は君主の統治期間と連動しているわけではなかったが、明代に一世一元の制が始まって君主の統治期間と元号が一本化された。
周期を用いる紀年法としては、古代ギリシアでは4年に1度開催される古代オリンピックを1周期とし、「第○オリンピア紀第×年目」のように年を表わすオリンピアード（オリンピア紀元）が用いられた。また中国では、十干と十二支を組み合わせ60を1周期とする干支が紀年法に用いられ、日本でも長く使用された。
日本で暦が用いられだした当初は干支を年の表記として使用していたが、645年に日本最初の年号である大化が制定され、和暦がはじまった。その後は幾度かの空白を挟みながら断続的に年号が制定されていたが、701年に大宝の元号が定められ、あわせて以後の公文書には必ず元号表記を用いることが定められたため、以後元号制度は固定化され、中断することはなくなった。明治天皇の即位した1868年には一世一元の詔が発せられ、日本でも一世一元制が施行された。その後、旧皇室典範の失効により一時元号の法的根拠が不明確なものとなったが、1979年に元号法が定められて元号の法的根拠および改元の要綱が定まった。

## 現況

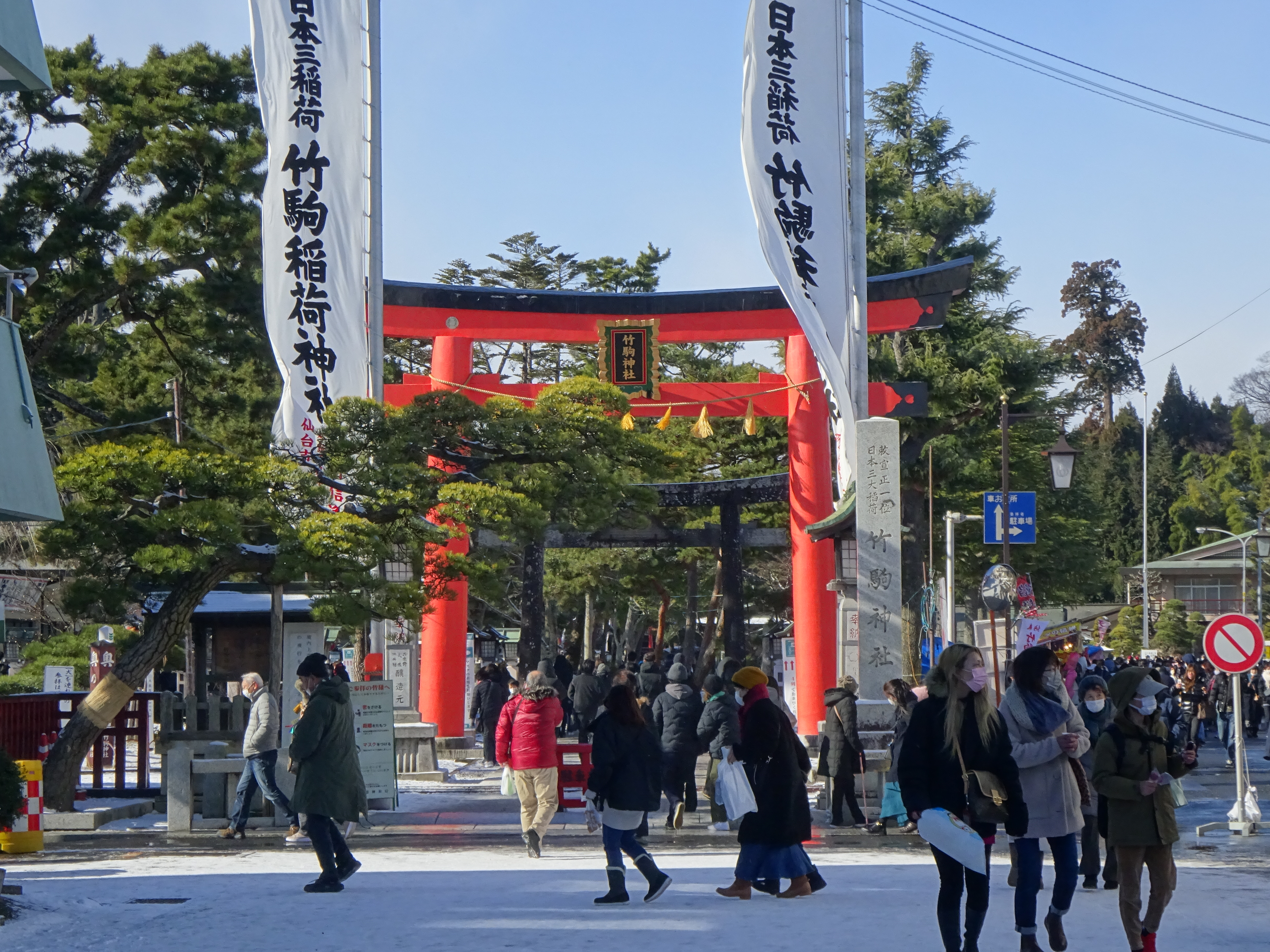
岩沼市・竹駒神社の初詣。日本では正月はほぼ完全に新暦へと移行した

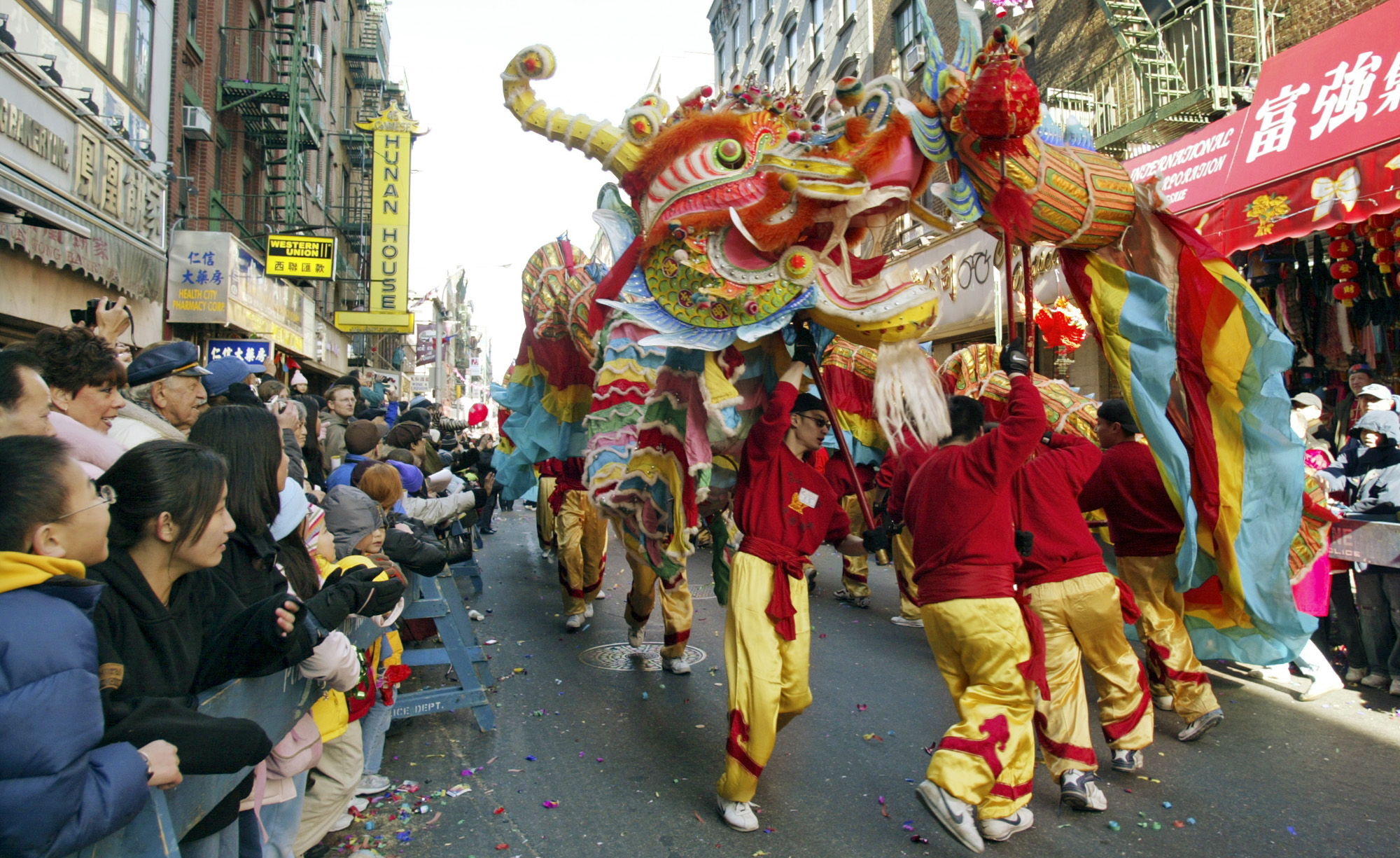
ニューヨーク・チャイナタウンの春節。中華圏では旧正月である春節を盛大に祝う

21世紀においてはほとんどの国家でグレゴリオ暦が使用されており、イスラム圏のように元々はヒジュラ暦を用いる地域においても、公式にはグレゴリオ暦を用いる国がほとんどである。グレゴリオ暦使用はさらに拡大しており、2016年にはこれまでヒジュラ暦を公式の暦としていたサウジアラビアが、公式暦のグレゴリオ暦への変更を発表した。ただし旧来の暦が完全に廃棄されたわけではなく、新旧両暦の併記・併用は珍しくない。
紀年法についても、多くの国ではグレゴリオ暦と一体化しているキリスト紀元（AD）が使用されている。一方で、いくつかの国ではグレゴリオ暦を使用しつつ、紀年法においてはキリスト紀元のかわりに独自のものを採用している。例えばタイ王国では釈迦が入滅した翌年の紀元前543年を紀元とする仏滅紀元を採用しており、また中華民国では建国した1912年を紀元とする民国紀元が西暦と併用される。1997年には、北朝鮮において金日成の生誕年である1912年を紀元とする主体年号の使用が開始された。また、日本においては元号の使用が世界で唯一残存しており、2019年5月1日には令和への改元が行われた。
世界の暦法はほとんどの地域でグレゴリオ暦へと切り替えられたが、旧暦によって行われていた年中行事や祭日が新暦へ直接移行するわけではないことが多い。例えば日本では、雛祭りのように完全に新暦へと移行したもの、新暦の8月13日から8月16日にかけて行われるお盆のように、旧暦に配慮して1ヶ月だけ行事を遅らせる月遅れ、そして十五夜のように完全に旧暦のまま行うものが存在する。中国や韓国、ベトナムでは新暦移行後も旧暦の正月である春節を盛大に祝っている。またロシア正教会やジョージア正教会、セルビア正教会など一部の正教会は祭日を従来のユリウス暦で行っているため、これらの国々ではクリスマスはユリウス暦の12月25日（グレゴリオ暦では1月7日）に行われる。イスラム圏の国々ではヒジュラ暦に基づいて行事や祭礼が行われるが、特にラマダーンの開始は目視による新月の観測から求められるため、実際には日取りがずれることが珍しくない。

## 提案されている暦法
現在世界の大部分で使用されているグレゴリオ暦は精度が高いものの、1ヶ月の日数が一定でないことや、1ヶ月が7の倍数でないため週とのかみ合わせが悪く日付と曜日が一致しないこと、そしてキリスト教色が強すぎるといった問題点が存在するため、それを改善するための改暦案が数多く提案されてきた。1793年にはフランスの国民公会がフランス革命暦を制定し、グレゴリオ暦からの脱却を図ったものの、週の廃止や時制の十進法への変更などといった急進的すぎる改革は大きな混乱を生み、1806年にはナポレオンによって廃止された。フランス革命暦の失敗後、1か月を28日で固定し1年を13か月とするオーギュスト・コントの実証暦や国際固定暦のような13の月の暦、また暦日と曜日が固定できる世界暦といったさまざまな改暦案が提唱されたものの、実現せずに終わった。2012年には閏週の挿入によって曜日と日付を固定させるハンキ＝ヘンリー・パーマネント・カレンダーが提唱されたものの、採用の見込みはほぼ存在しないと見なされている。

## 実用品としての暦

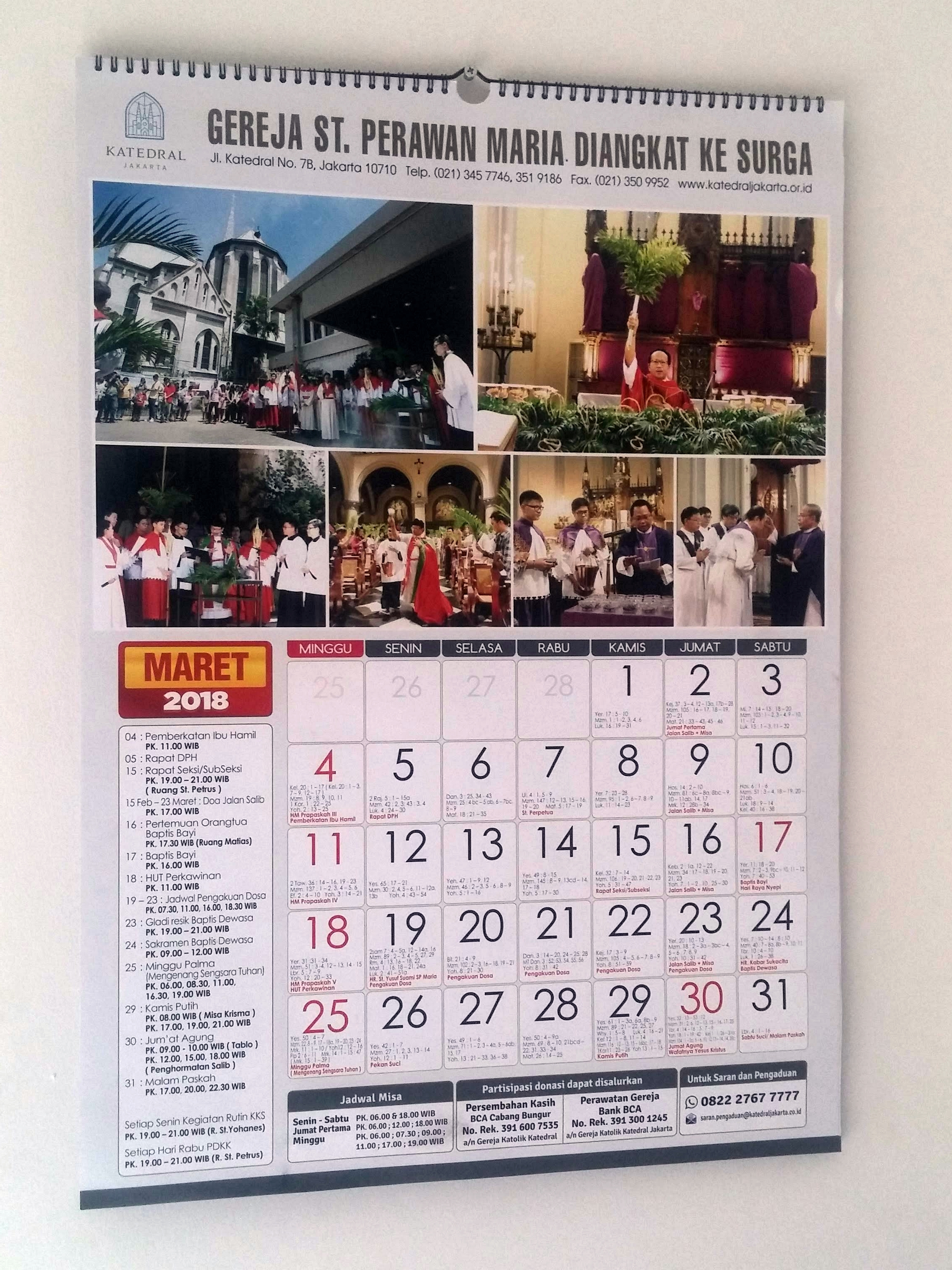
インドネシアのカレンダー

この場合、暦とはいわずカレンダーということが多い （詳しくはカレンダーの項を参照）。主に予定管理などに使われる。形式は日めくり、月めくりなど様々なものがあり、月めくりのカレンダーの場合だけでも月曜始まりと日曜始まりの2種類がある（稀に土曜始まりもある）。そのほかにも、1日1日が分離されていてパズルのように組み立ててカレンダーにする、というものもある。
カレンダーの始まりは年初である1月であるものが多いが、日本の学校や会社などでは年度の始まりである4月を先頭とするカレンダーも存在する。カレンダーは印刷業者や出版業者によって生産され、おもに翌年に備えて年末に購入されることが多い。また、日本では宣伝などのために一般企業が生産業者に社名入りのカレンダーの制作を依頼し、粗品として配布されることも多い。カレンダーが各種企業や団体からの依頼で受注生産されることは世界でもほぼ共通で、宗教団体や公的機関、民間団体、企業といったさまざまな団体名義のカレンダーが世界中で発行されているほか、商品として販売されるものが存在することも同様である。
日本では大宝元年（701年）に陰陽寮が設置され、そこに置かれた暦博士が暦を制作し、御暦奏の後に官庁へと頒暦していた。ここで制作された暦は吉凶判断のための様々な暦注が漢文で記されたいわゆる具注暦だったが、平安時代後期には簡略化され仮名文字で書かれた仮名暦も広く発行されるようになり、また暦道が幸徳井家の家職化された。一方、鎌倉時代になると暦の需要が高まって具注暦や仮名暦の筆写では供給が追いつかなくなり、木版印刷による摺暦の生産が始まった。摺暦は伊豆国の三島で始まったと考えられており、三島暦をはじめとして京暦や大宮暦など日本各地で盛んに発行されるようになった。こうした暦は地方暦と総称される。江戸時代に入ると御師の手によって伊勢神宮信仰が全国に広まるが、彼らが御札を配布する際に土産として伊勢暦を配布したことから、伊勢暦が暦の代名詞となるまでに普及したが、各地方でも特色ある暦が作成・配布され続けた。なかには非識字者を対象に文字を使わず絵や記号で暦を表示した、南部絵暦に代表される盲暦や、大の月・小の月の順番のみを記し贈答品として流行した大小暦といった暦が作られたのもこの頃のことである。
明治時代に入ると、従来の頒暦者たちを統合して明治5年に頒暦商社が設立されたが、同年にグレゴリオ暦への改暦が行われたため、すでに翌年分の旧暦で暦を作成していた頒暦商社は大損害を受けた。この救済として商社には10年間の専売権が与えられたが、新暦では従来の暦に記載されていた暦注の記載が禁じられたため使い勝手が非常に悪く、商社の専売権が終了した明治15年頃からは暦注を記載した違法のお化け暦が盛んに発行されるようになった。また明治16年からは神宮司庁により神宮暦の発行がはじまった。

## 文化
中国の歴代王朝においては、天象を把握して正確な暦を策定し施行することは観象授時と呼ばれ、王朝の責務とされていた。このため、暦は強い政治性を持つようになり、王朝や支配者が交代した際にはしばしば改暦が行なわれた。また臣下や支配地域では王朝の定めた暦を施行することが義務づけられた。このため、暦を受けいれることを意味する「正朔を奉ずる」という言葉が、そのまま王朝の統治に服することを意味するようになった。この暦の使用は冊封体制下にある全ての国家でも義務づけられ、独自の暦を作成・使用することは禁じられていた。この元号強制により朝鮮半島では新羅中期以降は独自元号の使用は停止され中国元号が使用されたものの、日本では645年以降、ベトナムでは970年以降独自元号が制定され使用され続けた。
中国の暦は、月日の決定だけでなく日月食の予報や惑星運行の推算（天体暦）などを扱うものであった。過去に関する記録は「歴」、現在から未来に関する記録は「暦」であるが、これをともに扱う役職を史官といい、今でいう歴史学者と天文学者を兼ねていた。
また暦は未来を扱うものであるから、予言的な性格をもち、占星術と大きく関わる。これは東洋においても同様であり、旧暦にはさまざまな暦注が付くのが常であった。こうした暦注には二十四節気などの有用なものもあったが、大半は吉凶判断などに使用するものであったため、明治政府は新暦変更後に一切の暦注の表示を禁止した。しかし暦注が全くないのは不便だったためにまもなく暦注を記載した違法カレンダーであるおばけ暦が流行するようになり、旧来のものに加えて六曜や九星といった新たな暦注も暦に入り込むようになった。

### 今日のこよみ
（うまく表示されなかったらしてみてください）
2025年（令和7年）3月19日 水曜日（日本時間）
以下は毎日自動更新される「今日のこよみ」である。
3月19日 水曜日（日本時間） - 旧暦:2月20日 - 六曜:先負 - 日の干支:丁亥 - 九星:三碧木星 - 二十八宿:壁宿 - 十二直:成 - 十方暮、節気は啓蟄、春分まで1日（）